# Francon
Francon o Franco fou un músic francès que florí a mitjan segle xiii. Se l'anomenava Francon o Franco de París per a distingir-lo de Franco de Colònia, que també va viure per la mateixa època. Fou mestre de cor de l'església de Nostra Senyora de París. Alguns autors li atribueixen els Ars cantus mensurabilis c. 1260, (publicats per Gerbert i Edmond de Coussemaker, sobre la notació mensural de la música o notació franconiana, mitjançant la qual la durada d'un so és determinable per la grafia utilitzada per anotar-lo, independentment del context musical en què es trobi.

## Biografia
Dels vuit manuscrits conservats de l'obra Ars cantus mensurabilis, dos inclouen informació biogràfica. Franco es refereix a si mateix com a capellà papal i preceptor dels Cavallers Hospitalaris de Sant Joan a Colònia, un lloc molt poderós al nord d'Europa al segle xiii. En altres fonts d'aquesta mateixa època és esmentat com a "Franco de París" i com a "Franco teutonicus". Probablement va visitar sovint la ciutat de París a causa de l'estreta relació de la seva obra amb l'escola de Notre Dame. El seu origen teutó s'esmenta en diverses fonts, per la qual cosa segurament era alemany, viatjava entre Colònia i París, que mantenien estretes relacions en aquella època, i presumiblement va ocupar un lloc musical a Notre Dame en algun moment, potser com a professor, compositor o mestre de cant.
Segons va escriure Jacobo de Lieja a principis del segle xiv a la seva obra Speculum musicæ una apassionada defensa de l'estil ars antiqua del segle xiii davant del nou estil ars nova que considerava "dissolut i lasciu". Sobre això esmenta haver escoltat un motet a tres veus compost per Franco de Colònia. No es conserven avui obres que li puguin ser atribuïdes amb certesa, si bé se li han atribuït de vegades algunes peces de finals del segle xiii, de fonts parisenques però estilísticament semblants a la música alemanya de l'època. El motet Homo miserabilis, brumans est mors seria una de les composicions de dubtosa atribució.

## Obra

### Ars cantus mensurabilis
L'aportació més destacada d'aquest autor va ser Ars cantus mensurabilis (Tractat de cant mensural). La data consensuada per la majoria dels estudiosos de la teoria musical medieval sobre lArs cantus mensurabilis és al voltant de 1250. El De mensurabili musica data del voltant de 1240, no gaire abans. És evident que la meitat del segle xiii va ser una època de progrés en la notació i la teoria musical, encara que només es posés al dia amb l'estat actual de la composició i la interpretació.
A diferència de molts tractats teòrics del segle xiii, és una guia pràctica que evita completament les especulacions metafísiques. És evident que aquesta obra anava destinada als músics de l'època ja que és plena d'exemples musicals per a cada aspecte tractat al text. Entre els assumptes abordats al tractat hi ha lorganum, el discantus, la polifonia, les clausulae, el conductus i, en definitiva, totes les tècniques compositives de l'escola de Notre Dame durant el segle XIII. Els modes rítmics es descriuen amb detall, encara que Franco té un esquema de numeració de les maneres diferent al del tractat anònim De mensurabili musica sobre les maneres rítmiques, escrit en dates lleugerament anteriors. Aquest tractat es va atribuir al seu dia a Johannes de Garlàndia, però els acadèmics que van començar a investigar a la dècada de 1980 van determinar que Garlàndia va editar un manuscrit anònim a finals del segle XIII.
La part central del tractat, i de molt la més reconeguda, és la idea que les notes, per la seva aparença visual, poden connotar la seva durada o valor rítmic, a més del seu valor melòdic o altura. És a dir, les mateixes notes són les que defineixen les seves durades respectives. Amb anterioritat imperava el sistema de les maneres rítmiques, segons el qual els ritmes es basaven en el context: un flux de notes d'aparença similar a la pàgina seria interpretat com una sèrie de valors llargs i curts per un cantant entrenat basant-se en una complexa sèrie de regles apreses. Mentre que l'antic sistema es mantindria en gran manera durant dècades, amb el mètode de Franco les notes adquirien noves formes que indicaven la seva durada.
Va ser una obra molt divulgada i copiada, que va continuar sent influent durant almenys 200 anys. Si hem de jutjar per la difusió del seu tractat i els escrits d'estudiosos posteriors, aquesta innovació sembla haver estat ben rebuda. D'altra banda, cal tenir en compte que Franco era capellà papal i preceptor d'un gran cos de cavallers, cosa que pot significar que l'acceptació del seu tractat pot haver tingut poc a veure amb la democràcia. El compositor que va aplicar amb més notorietat el tractat de Franco a la seva pròpia música va ser Petrus de Cruce, que va ser un dels compositors de motets més rellevants de l'últim ars antiqua i un dels pocs el nom dels quals s'ha conservat. Moltes de les obres que es conserven d'aquesta època són anònimes.

## Motet franconià
La denominació motet franconià fa referència a Franco de Colònia. En aquest tipus de motet, compostos al voltant de 1250-1280, i a diferència dels motets típics de l'escola de Notre Dame, no es feia servir la notació per mitjà de modes rítmics. El triplum estava més subdividit i els textos múltiples també podien estar en diverses llengües. Una mostra de motet franconià és Amours mi font/En mai/Flos filius eius.